# Lichtensteins hartebeest
Lichtensteins hartebeest eller konzi (Alcelaphus lichtensteinii, ibland listad i ett eget släkte Sigmoceros) är en art i underfamiljen ko-, lyr- och gnuantiloper. Arten fick sitt namn av den tyske zoologen Wilhelm Peters som på så sätt hedrade sin kollega Martin Lichtenstein.
Ibland listas populationen som underart till hartebeest (Alcelaphus buselaphus).

## Kännetecken

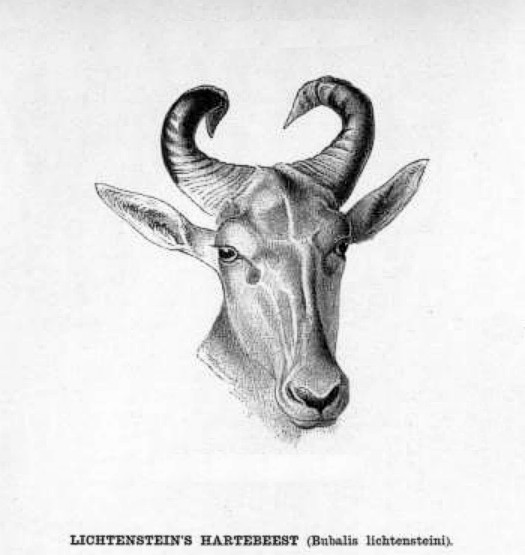
Antilopens huvud

Djuret når en mankhöjd upp till 1,25 meter och väger cirka 150 kilogram. Hannar är lite tyngre än honor. Kroppslängden (huvud och bål) ligger mellan 160 och 200 cm och svansen är 40 till 51 cm lång. Antilopens grundfärg är gulbrun och på djurets rygg finns mellan skuldrorna och bakben en mörkare sadelteckning. På stjärten finns en vitaktig fläck och svansen bär svarta hår. Bägge kön bär horn som har två tydliga krökningar. Sett från framsidan bildar varje horn en cirkel. Hornens längd går upp till 60 centimeter. Från den andra arten som kallas hartebeest skiljer sig Lichtensteins hartebeest genom kroppens färgteckning och att huvudets ovansida avslutas med öronen.

## Utbredning och habitat
Arten lever i centrala och sydöstra Afrika, bland annat i Kongo-Kinshasa, Tanzania, Zambia, Angola, Malawi, Moçambique och Zimbabwe. Möjligtvis är arten utdöd i Moçambique och Angola och den finns inte kvar i Burundi. I Zimbabwe finns bara omkring 50 individer. Under 1980-talet flyttades några individer från Malawi till Sydafrikas Kruger nationalpark.
Antilopen finns i skyddsområdena Kafue nationalpark, Södra Luangwa nationalpark (båda Zambia), Upemba nationalpark (Kongo-Kinshasa) och vid stora Ruahafloden.
Arten lever i öppna landskap med några buskar och träd ofta i närheten av träskmark. Den klarar sig i öppna trädgrupper och i områden med högt gräs. Liksom arten hartebeest föredrar den slättland.

## Levnadssätt
Djuret är aktivt på dagen och lever i grupper av omkring 10 individer, men ibland samlas större hjordar. Tidvis vistas de tillsammans med gnuer, sebror och hästantiloper. Varje grupp består under största delen av året av en hanne samt flera honor med deras ungdjur. Dessutom förekommer ungkarlsgrupper och ensam levande hannar. Efter dräktigheten som varar ungefär 240 dagar föds en enda unge, främst mellan juli och oktober. Födan utgörs huvudsakligen av gräs. Individerna skrapar med hornen i marken för att markera reviret och sedan gnids hornen mot kroppssidan. Därför syns ofta stora mörka fläckar bakom axlarna.
Arten jagas av lejon, leopard, fläckig hyena, gepard och afrikansk vildhund.

## Bevarandestatus
Ett allmänt hot är landskapets omvandling till jordbruks- och betesmark. Lichtensteins hartebeest jagas för köttets och hornens skull. Året 1999 uppskattades hela populationen med 82 000 exemplar varav 58 000 är vuxna individer. Populationer i skyddszoner är stabila. IUCN listar arten som livskraftig (LC).